# Ліберально-демократична ліга України
Ліберально-демократична ліга України (ЛДЛУ) — громадська неприбуткова організація, що об'єднує представників нової генерації українців (народжених після проголошення Незалежності у 1991 році) для розбудови ліберальної демократії в Україні.

## Історія
Громадську організацію було засновано 6 травня 2015 року студентами Київського національного університету імені Тараса Шевченка та Києво-Могилянської академії. Штаб-квартира знаходиться у Києві. Члени організації є студентами українських та європейських вищих навчальних закладів, зокрема, це молоді юристи, політологи, міжнародники, соціологи, економісти тощо.
У 2015—2016 роках діяльність організації поширювалася на Київ, Львів, Дніпро, Одеса тощо. Окрім цього організація представлена у Польщі (Варшава, Краків), Нідерландах (Гронінген), Швеції (Лунд), Німеччині (Берлін), Великій Британії (Лондон), Португалії (Лісабон), Франції (Париж), Індії (Нью-Делі).
У грудні 2016 року отримала статус кандидат-члена Міжнародної федерації ліберальної молоді, ставши першою ліберальною організацією в цьому всесвітньому об'єднанні та другою представницею України.
У червні 2017 року організація набула повного членства у Міжнародній федерації ліберальної молоді. У жовтні того ж року організація стала асоційованим членом Європейської ліберальної молоді, що є молодіжним крилом Альянсу лібералів і демократів Європарламенту.
Також у вересні 2017 року між організацією та найбільшою литовською ліберальною організацією Литовська ліберальна молодь було підписано меморандум про співпрацю.
Взимку 2018 року організація приєдналася до Національної молодіжної ради України як асоційований член. 2 листопада 2019 року організація набула повного членства у Національній молодіжній раді України.
У березні 2018 року Ольга Цуркан як номінант від «ЛДЛУ» перемогла на виборах до Бюро Міжнародній федерації ліберальної молоді, які відбулися під час Генеральної асамблеї у Аккрі, Гана, у результаті чого була обрана Скарбником. Ольга стала першою представницею України в історії Бюро Міжнародної федерації ліберальної молоді, а також першою жінкою та наймолодшою особою на посаді Скарбника.
У вересні 2018 року організація набула повного членства у Європейській ліберальній молоді.
1 грудня 2019 року організація отримала IFLRY Freedom Award 2019, ставши першою українською організацією, що здобула головну ліберальну молодіжну премію за внесок у боротьбу за демократію, свободу та права людини, у світі.
2024 року Ліберально-демократичну лігу України оголосили «небажаною» в Росії.

## Мета та цілі
Основною метою діяльності ГО «ЛДЛУ» є захист та задоволення невідчужуваних прав і свобод людини, а також їхніх соціальних, економічних, творчих, культурних та інших інтересів.
До основоположних цілей організації належать:
- поширення ідей ліберальної демократії;
- боротьба за лібералізацію нормативно-правової бази України;
- захист невідчужуваних природних прав і свобод людини та громадянина;
- популяризація української культури в Україні та в зарубіжних країнах;
- правове просвітництво;
- співробітництво з новою генерацією українського народу, залучення молоді до аналітичних робіт та громадсько-політичної активності;
- здійснення громадського контролю за органами державного влади та місцевого самоврядування;

Особливістю діяльності організації є те, що її члени прагнуть в подальшому створити на її базі політичну партію ліберально-демократичного спрямування.

## Філософія
Відповідно до Маніфесту громадської організації «ЛДЛУ» основними суспільно-політичними аксіомами її діяльності можна визначити тези:
- свобода однієї особи закінчується там, де починається свобода іншої;
- особиста відповідальність за вчинювані діяння є основою успішного та прогресивного суспільства;
- держава є об'єднанням вільних людей на основі суспільного договору: вона служить народові як сервісний центр, інструмент, знаряддя для реалізації особистісного потенціалу кожного;
- ринкова економіка та приватна власність є найкращими засобами досягнення багатства, тому держава має бути максимально усунутою від втручання у них;
- людське життя та індивідуальне щастя кожного — найвищі цінності, нехтування якими є неприпустимими.

Визначальними для діяльності організації є твердження, що щастя в Україні настане лише тоді, коли влада буде надана людям, народженим в Україні, а не в країні, якої вже не існує (тобто СРСР).
Міжнародна діяльність громадської організації «ЛДЛУ» ґрунтується на тезі, що «Україна — не тільки Європа. Україна — це цілий світ».

## Структура
Організація поділяється на структурні ланки — Департаменти, до складу яких входять Сектори. Станом на 2016 рік основними Департаментами організації є:
- Департамент з питань ліберальної демократії
- Департамент з питань захисту прав людини
- Департамент з питань освіти та роботи з молоддю
- Департамент внутрішніх процесів
- Департамент закордонних справ
- Юридичний департамент
- Департамент соціології, аналізу та прогнозів
- PR-Департамент

Кожен з Департаментів відповідає головним напрямкам роботи громадської організації «ЛДЛУ».

### Віче
Віче є головним керівним колегіальним органом громадської організації «ЛДЛУ», куди входять усі члени організації. Саме Віче приймає всі важливі рішення, що стосуються діяльності «ЛДЛУ».

### Рада
Між засіданнями Віча рішення приймає Рада «ЛДЛУ», до складу якої станом на 2019 рік входять:
- Артур Харитонов — Президент організації
- Євгенія Шульга — Віце-президент організації
- Роман Леута — Секретар організації
- Олександр Сульженко — Скарбник
- Олена Огороднік — Голова Департаменту з питань ліберальної демократії
- Віра Гембарська — Голова Департаменту закордонних справ
- Ірина Мартинюк — Голова Департаменту з питань захисту прав людини
- Анастасія Заєць — Голова Департаменту з питань освіти та роботи з молоддю
- Оксана Коновалова — Голова PR-Департаменту
- Ольга Цуркан — Радник Президента

## Діяльність

### 2015

#### Ліберальна просвіта
Мета проекту полягає у проведенні серед закладів освіти курсу лекцій, спрямованих на підтримку ліберального світогляду серед учнів шкіл та студентів. Курс складається з питань, присвячених основоположним правам та свободам людини і громадянина, правозахисту, базовим правовим знанням, плюралізму, засадам відкритого суспільства та ліберальної демократії тощо.
Проект стартував наприкінці 2015 року в Українському гуманітарному ліцеї, де отримав схвальні відгуки як від школярів, так і від адміністрації закладу. «Ліберальна просвіта» охопила ще декілька шкіл, проте у 2016 році планується проведення лекцій у багатьох школах Києва.
У 2017 році перелік шкіл, де провадився проект, доповнили Гімназія № 59, ліцей «Наукова зміна», середня загальноосвітня школа № 78 (Київ) тощо.

#### «Inclusive friendly»
Проект «Inclusive friendly» передбачає проведення серії тренінгів для працівників закладів громадського харчування, в результаті якого вони отримають навички поведінки з людьми з обмеженими фізичними можливостями (особливо з людьми з вадами слуху та мовлення). Проект реалізується у Львові. Для тренування фасилітаторів проекту (тренерів) запрошено представників з київської громадської організації «Відчуй» для надання необхідних навичок в інклюзивному спілкуванні.
Разом зі своїми партнерами (громадською організацією «Інститут суспільних ініціатив», громадською організацією «За Європейський Львів», «Ліберально-демократична ліга України» отримала фінансову підтримку з Обласної програми «Молодь Львівщини» на 2016—2020 роки.

### 2016-2018

#### Показ«Уроків незгоди»
Громадська організація «ЛДЛУ» була однією з небагатьох фундацій в Україні, яка підтримувала Революцію парасольок у Гонконзі. Бажаючи поширити серед українців інформацію про події, які є дуже подібними до українських, представники організації зв'язалися з експертом у сфері політики Гонконгу після 1997 року, режисером-документалістом Метью Торном, який з великою зацікавленістю поставився до проекту, спрямованого поширити відомості про політику Гонконгу, зокрема через показ його фільму «Уроки незгоди», де зображуються події 2012 року, а саме — протест Джошуа Вонга проти морального і національного виховання, яку мала на меті впровадити КНР для промивання мізків школярам Гонконгу.
Під час підготовки до показу фільму представники організації поспілкувалися з Метью Торном, який в ексклюзивному інтерв'ю висловив повну підтримку новій генерації українського народу у боротьбі проти клептократії, а також засудив дії ЄС та США, які, на його думку, не роблять нічого, щоб допомогти Україні у оборонній війні проти Росії.
Також у ході роботи над проектом Президент організації, Артур Харитонов, поспілкувався з лідером Революції парасольок Джошуа Вонгом, який вперше висловив свою підтримку українській боротьбі за демократію та проти іноземних загарбників.
Фільм був показаний 25 квітня 2016 року в Києві, а також 26 квітня у Львові.

#### Світова політика
«ЛДЛУ» стала першою організацію в Україні, що встановила контакти з лідерами Революції парасольок, зокрема Джошуа Вонгом, депутатами Законодавчої ради Гонконгу Натаном Лоу та Баггіо Леунгом, активістами Оскаром Лайєм, Агнес Чоу, Дереком Ламом та іншими представниками партії «Demosistō». Метою співпраці стало максимальне поширення інформації про українську політичну ситуацію в Гонконзі та інформування українців щодо гонконгської політичної кризи 2014—2017 років.
Окремим напрямком роботи організації було розкриття правди про злочини хунту в Таїланді та режим Прают Чан-Оча. Для цього було проведено зустріч з представником міжнародної організації Трансперенсі Інтернешнл, Танакорном Чунем, який вперше розповів українцям про справжній стан речей у Таїланді після повалення демократичного режиму. Також у межах напрямку було взято перше інтерв'ю для європейських читачів у лідера масових студентських повстань у Таїланді,  Нетівітом Чотіфатфеїсалом.
Організація також влаштовувала зустріч з послом Індії в Україні, Маноджем Кумаром Бхарті.
Наприкінці року організація висвітлювала роботу «New Zealand Young Nationals», взявши інтерв'ю у віце-президента молодіжного крила правлячої новозеландської партії.
У січні 2018 року активісти руху повторили акцію протесту під посольством КНР в Україні з вимогою звільнити політичних в'язнів Гонконгу у формі політичного перфомансу.

#### Школа ліберальної демократії
Проект став частиною «Ліберальної просвіти», розпочатої організацією в 2015 році. Його сутність полягає в провадженні безкоштовних суботніх лекцій, присвячених фундаментальним питанням ліберальної демократії: правам і свободам людини та громадянина, виборам, конституціоналізму та парламентаризму. Спікерами для «Школи ліберальної демократії» у різний час були: Михайло Винницький, Ірина Троян, Андрій Круглашов тощо.

#### «Полонені»
Проект, направлений на визволення українських політв'язнів з російських в'язниць та допомогу сім'ям, постраждалим від окупації українського Криму. У його межах було проведено ряд заходів щодо інформування населення про нинішній стан політв'язнів, зокрема за участі Геннадія Афанасьєва.
У лютому 2017 року ініціатива «Пололені» виступила ініціатором Маршу солідарності з кримотатарським народом. У травні цього ж року організація представила результати проведеного ними Благодійного аукціону побачень, за результатами якого було зібрано понад 10 тисяч гривень для сімей кримських політв'язні.

### Free Hong Kong Center
З 2015 року в організації склалися міцні стосунки з політичними партіями та громадськими рухами, які стали основою Революції парасольок. У 2017 році президент організації, Артур Харитонов, переміг у конкурсі від Азійської ради лібералів і демократів та відвідав Гонконг, де представляв Україну на світовому ліберальному форумі. Після його зустрічей з лідерами масових протестів у 2014 році організація ухвалила рішення створити рух «Free Hong Kong Center», що має на меті висвітлення політичних процесів у Гонконзі та розкриття правопорушень з боку уряду Китайської Народної Республіки.
У жовтні 2017 року члени організації та активісти руху вийшли на безпрецедентну акцію протесту під посольством КНР в Україні з вимогою звільнити лідерів Революції парасольок, Джошуа Вонга, Натана Ло, Алекса Чоу та інших, з гонконгських в'язниць. Акцію підтримала команда Amnesty International в Україні та Гонконзі. Протест викликав значну увагу азійських ЗМІ, зокрема головного гонконгського опозиційного видання Stand news.
У 2019 році проект отримав велику увагу українських та світових медіа у зв'язку з протестами у Гонконзі, зокрема — через культурний та ментальний зв'язок між Революцією гідності та демократичним рухом у Гонконзі. У листопаді 2019 року Free Hong Kong Center організував найбільшу в історії України акцію на підтримку гонконгських протестувальників у Києві, під стінами посольства КНР в України, що зібрала близько 200 людей. Дзеркальна акція відбулася й у Львові.

### Songs for Freedom
У січні 2019 року було представлено благодійний музичний фестиваль «Songs for Freedom», який організовується щорічно командою ГО «ЛДЛУ». Фестиваль приурочений річниці кримського супротиву, яка припадає на останні дні лютого. Головна мета проекту — нагадати людям про важливість боротьба за власну, творчу та всеукраїнську свободу. Благодійна мета — зібрати кошти для сімей кримських політв'язнів, яка забезпечується громадською організацією «Кримськотатарський ресурсний центр».

### Team Yellow
Влітку 2019 року президент ГО «ЛДЛУ», Артур Харитонов, взяв участь у чергових парламентських виборах як самовисуванець на 211 окрузі, що у Голосіївському районі міста Києва, після того, як організація номінувала його для участі у перегонах. Він проводив кампанію у команді молоді «Team Yellow», яка складалася як з членів ГО «ЛДЛУ», так і незалежних волонтерів. За результатами виборів Артур програв кандидату-мажоритарнику Олександру Юрченку від партії «Слуга народу».

## Скандали
8 жовтня 2019 року видання Kyiv Post опублікувало матеріал, згідно з яким китайські агенти в Україні лобіюють вчинення тиску на активістів ГО «ЛДЛУ» та незалежний проект організації Free Hong Kong Center серед осіб, наближених до партії Слуга народу. Підставою для цього є припущення про те, що ГО «ЛДЛУ» тренує та поставляє українських про-демократичних агентів для участі в протестах у Гонконзі.
10 січня 2020 року посольство Китаю в Україні надіслало лист російською мовою до Міністерства закордонних справ України з вимогою заборонити проведення виставки «Free Hong Kong & Revolution of dignity Exhibation» про події Революції гідності та гонконгських протестів 2019—2020 років, співорганізованою командою ГО «ЛДЛУ». Заява викликала обурення як українського, так і гонконгського громадянського суспільства. Тим не менш, 11 січня 2020 року виставка відкрилася.
2024 року Ліберально-демократичну лігу України оголосили «небажаною» в Росії.